# Ba N’Daou
Ba N’Daou (ur. 23 sierpnia 1950 w Sanie) – malijski polityk i wojskowy, minister obrony w latach 2014–2015, pełniący obowiązki prezydenta Mali od 25 września 2020 do 25 maja 2021.

## Życiorys
W 1973 rozpoczął służbę w armii malijskiej, rok później odbył szkolenie jako pilot helikoptera w ZSRR. W 1977 skierowany do malijskich sił powietrznych. W latach 1992–2002 zastępca szefa sztabu sił powietrznych, w 2003 mianowany szefem sztabu sił powietrznych Mali. Służbę wojskową zakończył w 2012 w randze pułkownika-majora.
Od 28 maja 2014 do stycznia 2015 piastował stanowisko ministra obrony. Po zamachu stanu w 2020, N’Daou został wybrany 21 września pełniącym obowiązki prezydenta Mali. Oficjalnie objął urząd 25 września 2020.
25 maja 2021 został aresztowany podczas kolejnego zamachu stanu. 27 sierpnia 2021 został zwolniony z aresztu domowego.
Absolwent École de guerre w Paryżu (1994).